# Anthranil
 (octobre 2024).
L’anthranil ou le 2,1-benzioxazole, de formule C7H5NO, est un composé chimique du groupe des hétérocycles, plus précisément des azoles. Le nom trivial est dérivé de l’acide anthranilique structurellement apparenté. Systématiquement, c’est l’un des trois benzoxazoles possibles ; les autres sont le 1,2-benzoxazole (indoxazène) et le 1,3-benzoxazole.

## Propriétés physico-chimiques
L’anthranil (2,1-benzisoxazole) est un composé qui présente une structure cyclique bicyclique benzène-isoxazole fusionnée. C’est un isomère des composés les plus courants benzoxazole et benzisoxazole, dont les atomes d’oxygène sont situés en position 1. La localisation des hétéroatomes dans l’anthranil entraîne une perturbation de l’aromaticité, ce qui en fait de loin le moins stable des 3 isomères structurels.
L’anthranil est un liquide incolore, il n’est pas stable dans l’air. Il brunit et polymérise après un certain temps. Avec le chlorure de mercure (II) en solution aqueuse, un précipité se forme sous forme de fines aiguilles cristallines. Avec les alcalis, l’ammoniac ou l’eau bouillante, l’acide anthranilique est formé en ajoutant de l’eau. La réduction produit du 2-aminobenzaldéhyde. Son coefficient de distribution n-octanol/eau est 1,824 et le point d'éclair du creuset fermé est 94 °C.

## Préparation et utilisation
L’anthranil, comme l’ont montré Paul Friedlaender et Robert Henriques en 1882, peut être synthétisé à partir du 2-nitrobenzaldéhyde. À cette fin, le réactif est dissous dans 3 fois la quantité d’acide acétique, légèrement réchauffé et de la poudre d’étain est ajoutée en portions. En raison de la chaleur de la réaction, la solution réactionnelle peut être obtenue au bon taux d’alimentation en étain pendant la cuisson. Pour isoler le produit, il est nécessaire de neutraliser la solution réactionnelle avec du carbonate de sodium et d’ajouter une distillation à la vapeur.
L'anthranil est une substance chimique utilisée dans de nombreux produits, dont les parfums, les arômes et les produits de soins personnels. Il a une odeur florale et fruitée et des propriétés antibactériennes et antifongiques. Il est précurseur dans la production d'autres produits chimiques.

## Sécurité
L’anthranil présente des risques pour la santé en cas d'ingestion. Nocif, il peut entraîner une toxicité aiguë par voie orale.